# Hava Rava
「Hava Rava」（ハヴァ・ラヴァ）は、日本の音楽デュオ・WaTのメジャー3作目（通算4作目）のシングル。

## 概要
- 前作「5センチ。」から約7ヶ月ぶりのシングル。
- 初回限定盤と通常盤の2形態で発売され、初回限定盤はリバーシブルのダブルジャケット仕様となっていた。また通常盤の初回生産分にはトレーディングカードが同梱された[1]。

## 収録曲
1. Hava Rava [4:12]
作詞・作曲：WaT
編曲：前嶋康明
今作のレコーディングにおいて初めて小池徹平がエレクトリック・ギターを演奏している。
2. 初めて海を見た時には [5:23]
作詞・作曲：WaT
編曲：小松清人
3. Hava Rava (Instrumental) [4:11]
作曲：WaT
編曲：前嶋康明
表題曲のインストゥルメンタルバージョン。
4. 初めて海を見た時には (Instrumental) [5:19]
作曲：WaT
編曲：小松清人
カップリング曲のインストゥルメンタルバージョン。

## 参加ミュージシャン
WaT
- ウエンツ瑛士：Vocal & Chorus (#1,2)
- 小池徹平：Vocal & Chorus (#1,2)、Electric Guitar (#1,3)

Support Musician
- 前嶋康明：Wurlitzer & Programming (#1,3)
- 小松清人：Programming (#2,4)
- 朝井泰生：Electric Guitar & Acoustic Guitar (#1,3)
- 田代衛：Electric Guitar & Acoustic Guitar (#2,4)
- 桜井正宏：Drums (全曲)
- 華原大輔：Bass (全曲)
- 園田凌士：Chorus (#1)
- 負け組ボーイズ：Clap (#1)

## 収録アルバム
- WaT Collection (#1,2)
- 卒業BEST (#1)